# الأرض الوسطى في الأفلام

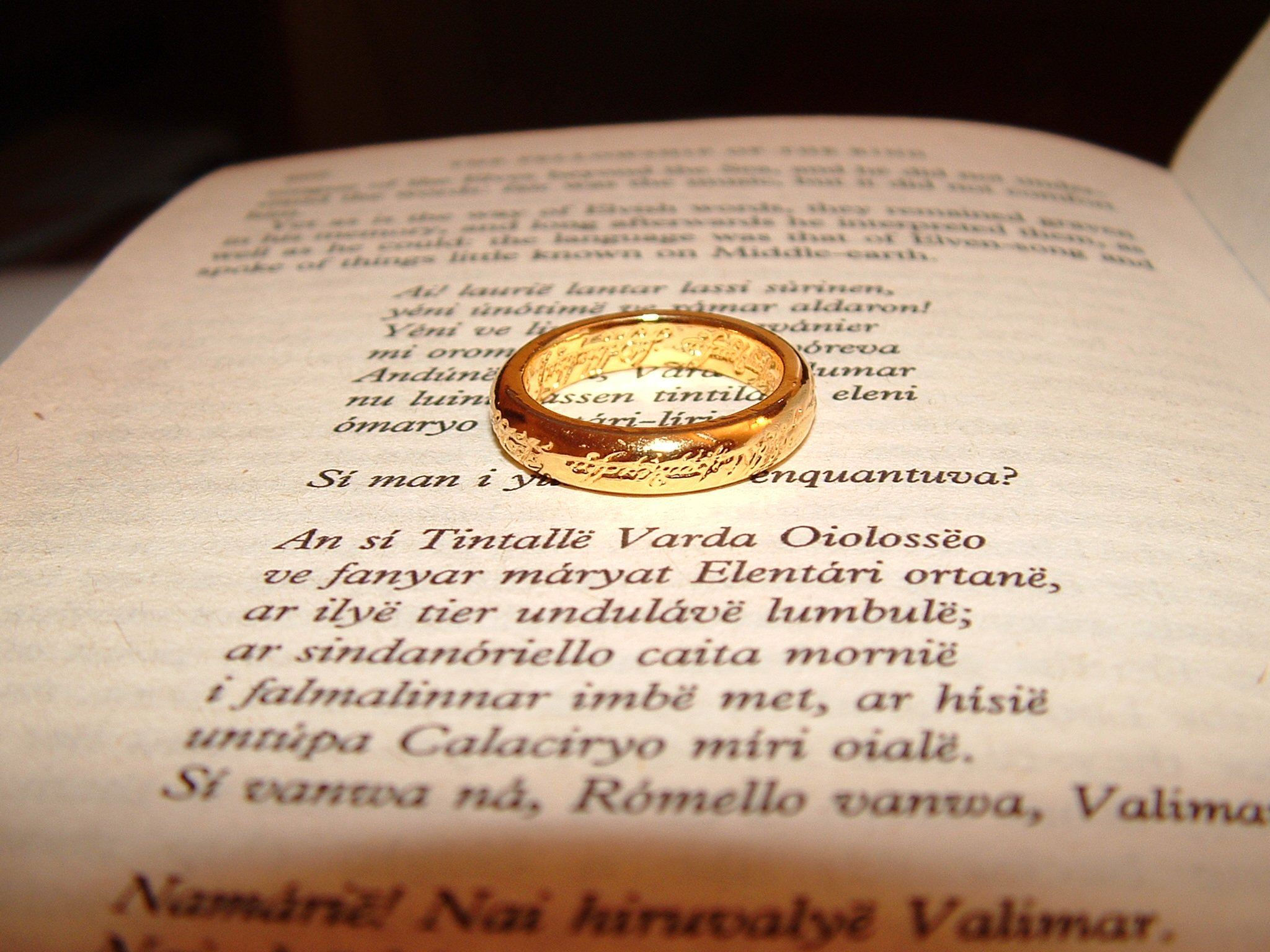

روايتي الهوبيت وسيد الخواتم للكاتب ج. ر. ر. تولكين، التي تقع أحداثها في الأرض الوسطى، كانت موضوعاً للعديد من الاقتباسات السينمائية. كان هناك العديد من المحاولات لجلب ذلك العالم الخيالي إلى الشاشة الكبيرة لكنها بائت بالفشل، حتى إن بعضها رفض من قبل المؤلف نفسه. أول تصوير للأرض الوسطى في فيلم جاء عام 1966 كفيلم كارتوني قصير. أول اقتباس سينمائي كبيرة تم تقديمه في سيد الخواتم في 1978.
في 2001، أصدرت نيو لاين سينما الجزء الأول من سلسلة أفلام سيد الخواتم للمخرج بيتر جاكسون ثم تبعته بالثاني في 2002 والثالث في 2003. بيتر جاكسون عاد مرة أخرى في 2012 للأرض الوسطى وتم إصدار الجزء الأول من ثلاثية الهوبيت، على أن يصدر الجزء الثاني في 2013 والثالث في 2014.